# Det store gangsterkup
Det store gangsterkup (originaltitel The Killing) er en film fra 1956 af filminstruktøren Stanley Kubrick, baseret på romanen Clean Break af Lionel White. Filmen vakte opsigt, både på grund af sin teknisk suveræne gennemførelse, og sin diskontinuerte fortællestruktur.